# Рецитатор
Рецитатор (лат. recitator од лат. recitatio читање) је особа која рецитује, уметнички казује стихове, приповедач неког коментара, описа или прошлог догађаја. Он то чиини уметнички правилно, ритмички, мелодично, свечано и гласно. У позоришту се рецитатор јавља као глас споља (из off-a) или се конкретизује ликом на сцени који може а и не мора бити учесник радње.